# Perekopivka, Velîka Bahacika
Perekopivka (în ucraineană Перекопівка) este un sat în comuna Radîvonivka din raionul Velîka Bahacika, regiunea Poltava, Ucraina.

## Demografie
Componența lingvistică a localității Perekopivka
     Ucraineană (94,85%)
     Rusă (4,12%)
     Română (1,03%)
Conform recensământului din 2001, majoritatea populației localității Perekopivka era vorbitoare de ucraineană (94,85%), existând în minoritate și vorbitori de rusă (4,12%) și română (1,03%).